# Arran-Elderslie
Arran-Elderslie es un municipio canadiense situado en la provincia de Ontario.

## Superficie
Arran-Elderslie tiene una superficie de 458,76 km².

## Demografía
En 2021, tenía 6913 habitantes, una densidad poblacional de 15,1 hab./km², y 2998 viviendas.